# Kleine groenbandspanner
De kleine groenbandspanner (Colostygia pectinataria) is een vlinder uit de familie Geometridae, de spanners. De voorvleugellengte bedraagt tussen de 12 en 15 millimeter. De soort komt verspreid over Europa voor. Hij overwintert als rups.

## Waardplanten
De kleine groenbandspanner heeft als waardplanten walstro en in mindere mate bosbes.

## Voorkomen in Nederland en België
De kleine groenbandspanner is in Nederland en België een algemene soort, die verspreid over het hele gebied kan worden gezien. De vlinder kent jaarlijks twee generaties die vliegen van eind april tot en met september.